# Jasper House
Jasper House est un ancien poste de traite situé dans le parc national de Jasper en Alberta (Canada). Ouvert en 1813 sur la rive du lac Brûlé, il a été nommé en l'honneur de Jasper Hawes, l'opérateur du poste entre 1814 to 1817. En 1830 il a été déplacé au nord du lac Jasper (en). Ce poste servait de relais pour les voyageurs avant de traverser le col Athabasca ou le col Tête-Jaune. Il a été désigné lieu historique national en 1924.

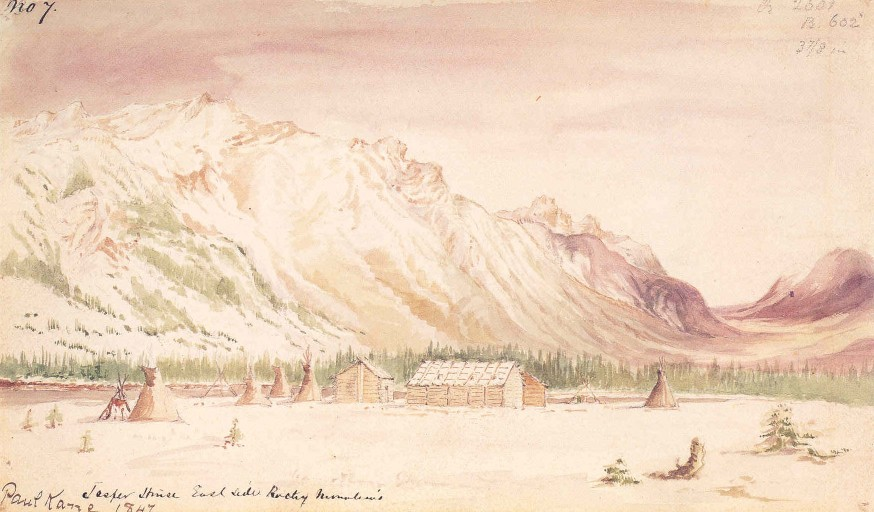
Jasper's House par Paul Kane (1847)